# 58e Pantserkorps (Wehrmacht)
Het 58e Pantserkorps (Duits: Generalkommando LVIII. Panzerkorps) was een Duits legerkorps van de Wehrmacht tijdens de Tweede Wereldoorlog. Het korps kwam alleen in actie aan het westfront in 1944/45 en eindigde in de Ruhr-pocket.

## Krijgsgeschiedenis

### Oprichting
Het 58e Pantserkorps werd opgericht op 6 juli 1944 bij Toulouse door omdopen van het  58e Reserve-Pantserkorps.

### Inzet

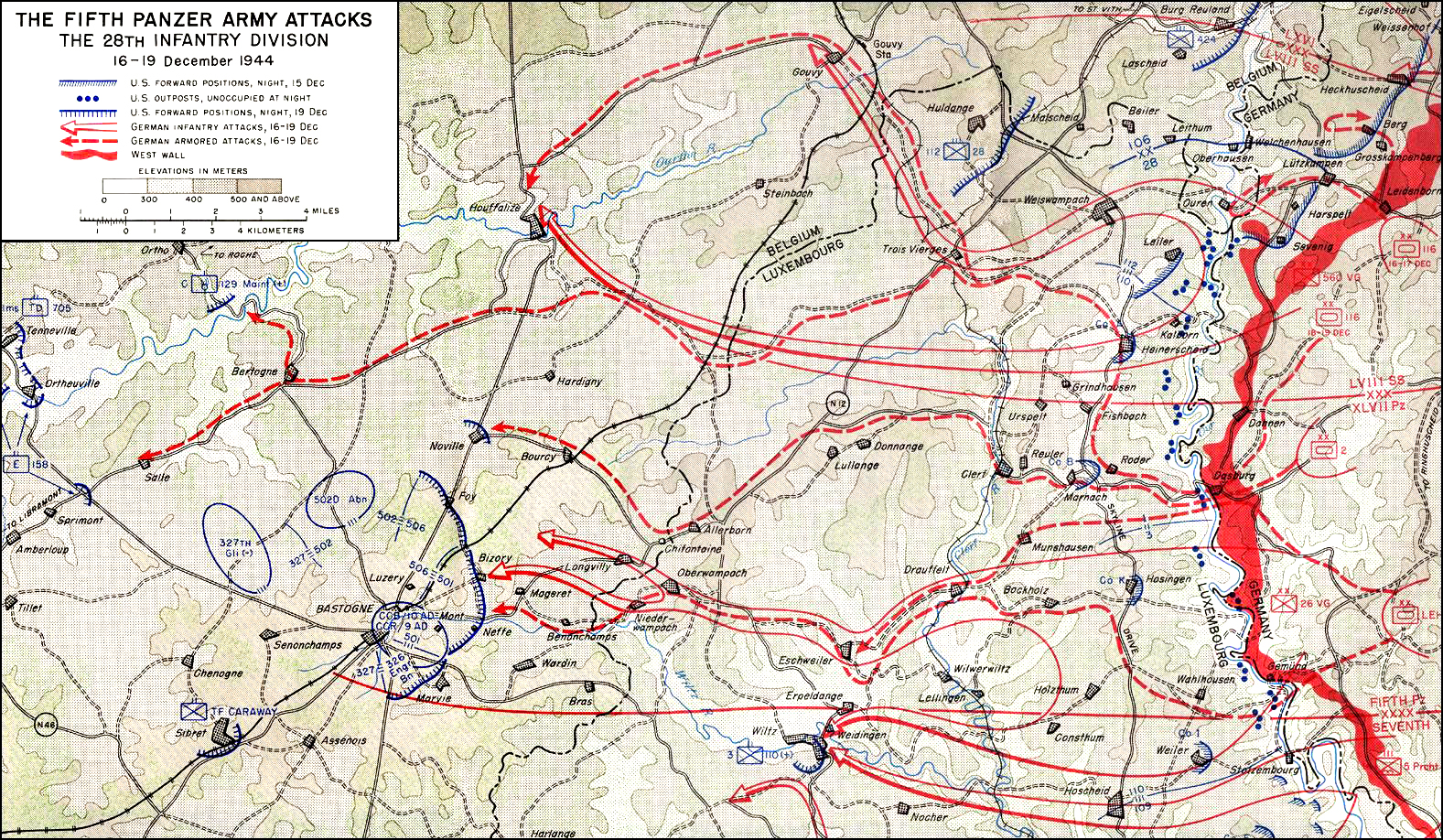
Het korps in eerste fase van de Slag om de Ardennen

Het korps werd eind juli 1944 op transport gezet naar het front in Normandië. Dit front was net vol in beweging gekomen na de uitbraak van de Amerikanen. Pogingen het front te stabiliseren mislukten volkomen en het korps werd in augustus al snel in de Zak van Falaise gedrukt. Met grote verliezen kon het korps hieruit ontsnappen en trok terug, via Parijs naar Zuid-België en vandaar naar Oost-Frankrijk, richting Lunéville. Hier werd weer langzaam een verdediging georganiseerd in september. Vervolgens voerde het korps, samen met het 47e Pantserkorps, een tegenaanval uit op het 3e Amerikaanse Leger, in de Slag om Arracourt, van 18 tot 29 september 1944. Hoewel de snelle opmars van het 3e Leger hiermee tot een eind kwam, leden de Duitsers zware verliezen, met name in de net opgerichte Panzerbrigades.
Eind oktober werd het korps overgebracht naar de Eifel, als voorbereiding op de Slag om de Ardennen. Voor dit Ardennenoffensief beschikte het korps over de 116e Pantserdivisie en de 560e Volksgrenadierdivisie. Het korps stak de Our ten zuiden van Burg-Reuland over en doorbrak de Amerikaanse verdediging. Het korps rukte vervolgens op via Houffalize en bereikte op 21 december Hotton. Daar stokte het en de opmars van het hele korps werd uiteindelijk gestopt tussen Marche-en-Famenne en Hotton door de 84e Amerikaanse Infanteriedivisie. Nadat de Duitse opmars gestopt was, gingen de Amerikanen tot de tegenaanval over. Eind januari 1945 was het korps terug in Duitsland en lag rond Bitburg.
Begin februari werd het korps overgebracht naar Keulen. Tijdens de Amerikaanse Operatie Lumberjack, begin maart, was het korps nog op de westoever van de Rijn tussen Keulen en Bonn en trok kort daarop terug naar de oostelijke oever en nam daar stelling. Vanaf 24 maart braken de Amerikanen van het 1e Leger vol uit het bruggenhoofd van Remagen en sloten de ring om de Ruhr-pocket op 1 april. Het korps nam het zuid-front van de verdediging van het omsingelde gebied op zich langs de Sieg, westelijk van Siegen. In de volgende twee weken werd de pocket door de Amerikanen steeds verder samengedrukt en het korps werd naar het noordwesten gedrukt, richting Solingen. In dat gebied moest het korps opgeven.
Het 58e Pantserkorps capituleerde op 16 april 1945 ten noorden van Keulen.

## Bovenliggende bevelslagen
| Leger              | Legergroep     | Plaats/regio   | Begin            | Eind             |
| ------------------ | -------------- | -------------- | ---------------- | ---------------- |
| direct onder bevel | Heeresgruppe G | Zuid-Frankrijk | 6 juli 1944      | 28 juli 1944     |
| Panzergruppe West  | Heeresgruppe B | Normandië      | 29 juli 1944     | 5 augustus 1944  |
| 5. Panzerarmee     | Heeresgruppe B | Normandië      | 5 augustus 1944  | 8 augustus 1944  |
| 7. Armee           | Heeresgruppe B | Normandië      | 8 augustus 1944  | september 1944   |
| direct onder bevel | Heeresgruppe G | Lunéville      | september 1944   | september 1944   |
| 5. Panzerarmee     | Heeresgruppe G | Lunéville      | september 1944   | 16 oktober 1944  |
| 1. Armee           | Heeresgruppe G | Saarland       | 16 oktober 1944  | 31 oktober 1944  |
| 7. Armee           | Heeresgruppe B | Eifel          | 1 november 1944  | 10 december 1944 |
| 5. Panzerarmee     | Heeresgruppe B | Ardennen       | 10 december 1944 | januari 1945     |
| 15. Armee          | Heeresgruppe B | Eifel, Roer    | februari 1945    | maart 1944       |
| 5. Panzerarmee     | Heeresgruppe B | Ardennen       | maart            | 16 april 1945    |

## Commandanten

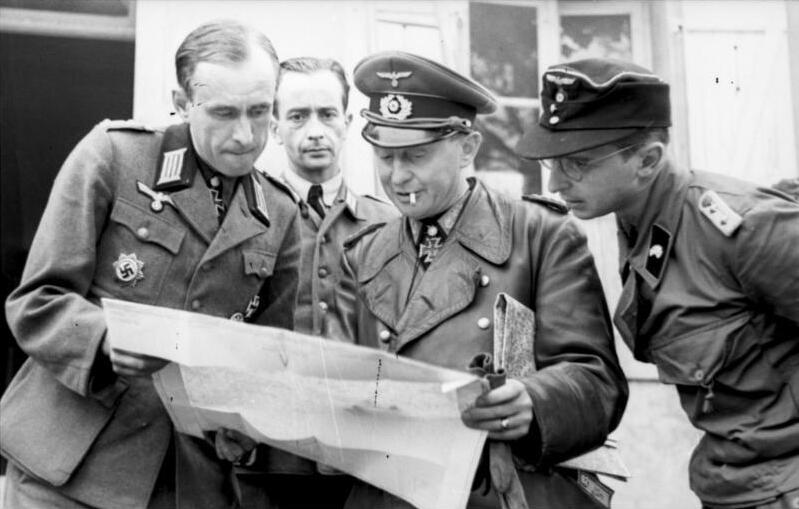
General Walter Krüger (midden)

| Rang                      | Naam          | Begin         | Eind          |
| ------------------------- | ------------- | ------------- | ------------- |
| General der Panzertruppen | Walter Krüger | 6 juli 1944   | 25 maart 1945 |
| Generalleutnant           | Walter Botsch | 25 maart 1945 | 16 april 1945 |